# Liepāja Sø
Liepāja Sø (lettisk: Liepājas ezers) er den femtestørste sø i Letland, beliggende på grænsen af byen Liepāja og Grobiņas og Nīcas novads  i det vestlige Letland. Søens samlede areal er på 37,15 kvadratkilometer, kystlinjen er på 44 kilometer, søens længde er 16,20 kilometer og den gennemsnitlige dybde er to meter.
Liepāja Sø er en lavvandet eutrofieret kystnær sø med store områder af frodig vegetation, omgivet af sæsonmæssigt oversvømmede enge og agerjord. Marskområder og dæmninger omringer det meste af vådområderne. Siden 2004 har søen været optaget på EU's liste over beskyttede områder – Natura 2000. I 2008 udvikledes en naturbeskyttelsesplan for Liepāja Sø af selskabet Grontmij Carl Bro.